# Чемпионат Европы по плаванию в ластах 1968
2-й чемпионат Европы по плаванию в ластах прошёл в крымском городе Алушта со 2 по 8 августа 1968 года.

## Медалисты

### Мужчины
| Дисциплина         | Золото                | Золото   | Серебро               | Серебро  | Бронза                | Бронза   |
| ------------------ | --------------------- | -------- | --------------------- | -------- | --------------------- | -------- |
| 40 м, ныряние      | Иманд Компус · СССР   | 15.90    | Сергей Тарасов · СССР | 16.00    | Е. Ковалевский · СССР | 16.40    |
| 1000 м в ластах    | Борис Попов · СССР    | 11:05.50 | Е. Ковалевский · СССР | 11:08.50 | Сергей Тарасов · СССР | 11:16.30 |
| 1000 м в акваланге | Сергей Тарасов · СССР | 10:19.20 | Велло Прангель · СССР | 10:28.20 | Иманд Компус · СССР   | 11:03.00 |

### Женщины
| Дисциплина        | Золото                     | Золото  | Серебро                    | Серебро | Бронза             | Бронза  |
| ----------------- | -------------------------- | ------- | -------------------------- | ------- | ------------------ | ------- |
| 25 м, ныряние     | Светлана Меньшикова · СССР | 11.60   | Валентина Кузнецова · СССР | 11.90   | И. Салаи · Венгрия | 14.10   |
| 500 м в ластах    | Валентина Кузнецова · СССР | 6:07.90 | Светлана Меньшикова · СССР | 6:15.70 | Р. Бенедикт · ГДР  | 6:41.20 |
| 500 м в акваланге | Светлана Меньшикова · СССР | 5:48.40 | Валентина Кузнецова · СССР | 5:58.40 | Р. Бенедикт · ГДР  | 7:18.30 |